# Brugnens
Brugnens é uma comuna francesa na região administrativa de Occitânia, no departamento de Gers. Estende-se por uma área de 13,45 km². Em 2010 a comuna tinha 267 habitantes (densidade: 19,9 hab./km²).